# شامل طبرة
شامل طبرة هو مهاجم كرة قدم عراقي سابق لعب لمنتخب العراق بين عامي 1962 - 1964. لعب 3 مباريات وسجل هدفاً واحداً في مرمى لبنان في كأس الأمم العربية 1964.

## الإحصائيات المهنية

### الأهداف الدولية
| #  | تاريخ          | مكان                        | الخصم | أهداف | نتيجة | مسابقة         |
| -- | -------------- | --------------------------- | ----- | ----- | ----- | -------------- |
| 1. | 16 نوفمبر 1964 | الملعب الوطني، مدينة الكويت | لبنان | 1 –0  | 1-0   | كأس العرب 1964 |